# Hamilton Point
Der Hamilton Point ist eine abgeflachte Landspitze im Südosten der James-Ross-Insel. Sie markiert die Südseite der Einfahrt von der Admiralitätsstraße zur Markham Bay.
Entdeckt wurde sie bei der Antarktisexpedition (1839–1843) des britischen Polarforschers James Clark Ross, der sie als Kap Hamilton nach Kapitän (später Admiral) William Alexander Baillie-Hamilton (1803–1881) von der Royal Navy benannte, damaliger Privatsekretär des Earl of Haddington. Eine erste Vermessung erfolgte durch Teilnehmer der Schwedischen Antarktisexpedition (1901–1903) unter der Leitung Otto Nordenskjölds und erneut 1953 durch den Falkland Islands Dependencies Survey. Diese enthüllten die eigentliche Natur des Objekts als Landspitze, so dass Ross’ Benennung entsprechend angepasst wurde.